# فیروزآباد (راسک)
فیروزآباد (راسک)، روستایی از توابع بخش مرکزی شهرستان راسک در استان سیستان و بلوچستان ایران است.
دهستان  فیروز آبادبین ۲۶درجه و۱۶ دقیقه عرض شمالی وبین ۶۱درجه ۲۵ دقیقه طول شرقی  قراردارد .دهستان فیروز آباد در محور ایرانشهر به چابهار در۵ کیلومتری  مرکز شهرستان سرباز شهر راسک قرار دارد. آب و هوای این دهستان گرم و خشک  وهمراه با در صد کمی از رطوبت است که اکثر ماههای سال گرم می باشد و در  حاشیه رود خانه سرباز واقع شده است .سرچشمه این رودخانه از رودخانه های  گویمرک و هنسانوچ ، پشام کور، سرکورمی باشد.
دهستان فیروز آباد در شهرستان سرباز که به عنوان یکی از  دهستانهای بزرگ و مهم است دارای بافت تاریخی با ارزش و نوع معماری بومی  و سنتی منحصر در استان بوده و از لحاظ استراتزیک، مرکز ی مهم و شاهراهی بوده  که قسمتهای دیگر منطقه را به کشورهای همجوار ارتباط می داده و در گذشته به  لحاظ وجود قلعه قدیمی از اهمیت بسزایی بر خوردار بوده است. مساحت کل  دهستان فیروزآباد۱۷۰ هکتار می باشد و جمعیت آن  ۴۵۰۰نفر می باشد.
۳-وجه تسمیه روستا
به گفته بعضی از قدما در ادوار گذشته شخصی بنام فیروز به این  منطقه سفر کرده و بمنظور آبادانی روستا و هدایت آب از رودخانه به مزارع  پایین دست اقدام به حفر تونلی به طول ۵۰ متر در دل کوه نموده است این روستا  در گذشته مرکز حکمرانی بوده و بر مناطق دیگر مرکزیت داشته است و به عنوان  شاهراهی، که مناطق داخلی ایران را به نواحی و تمدنهای دیگر اتصال داده است  و قلعه فیروز آباد به نام آن شخص مشهور است بر اساس تحقیقات به عمل آمده از  منابع محلی قدمت قلعه به اوایل اسلام بر می گردد.در محدوده این روستا دو  منطقه به نام های پالاسک(به گفته قدما زمانی انگلیسها در این مکان مستقر و  به همین سبب به پالاسک مشهور بوده ودر حال حاضر نام شهری است در لندن  )و ازبانک (بعضی ها معتقدند در این محل زمانی ازبک ها زندگی می کردند به  همین دلیل محلیان نام ازبانک رابه آن نهاده اند ) وجود دارد 
مهمترین جاذبه های تاریخی وگردشگری دهستان فیروز آباد :
۱-بافت تاریخی و با ارزش سنتی با ترئینات خاص
۲-وجود محوطه ،قلعه تاریخی فیروز آباد و قبرستان قدیمی
۳- وجود کوه سوبتگ (سوراخ ایجاد شده در دل کوه به جهت ورود آب وهدایت به مزارع اطراف)
۴-وجود تمساح پوزه کوتاه ایرانی منحصر به فرد بقایای باقیمانده از دوره کروکودیلها در رودخانه و در حاشیه دهستان فیروز آباد
۵-وجود نخلستانها ،باغات مرکبات و میوه های گرمسیری متنوع شامل انبه ،موز ،خربزه در ختی یا پاپایا،چیکو وغیره
۶- وجودچشم اندازهای متنوع دیدنی وگردشگری در حاشیه رود خانه سرباز 

## جمعیت
این روستا در دهستان راسک و فیروزآباد قرار دارد و براساس سرشماری مرکز آمار ایران در سال ۱۳۸۵، جمعیت آن ۲٬۱۶۳ نفر (۳۹۰خانوار) بوده‌است.